# Maucourt-sur-Orne
Maucourt-sur-Orne is een gemeente in het Franse departement Meuse in de regio Grand Est en telt 56 inwoners (2009). De plaats maakt deel uit van het Verdun.

## Geschiedenis
De gemeente maakte deel uit van het kanton Étain tot Maucourt-sur-Orne op 22 maart 2015 werd opgenomen in het op die dag gevormde kanton Belleville-sur-Meuse.

## Geografie
De oppervlakte van Maucourt-sur-Orne bedraagt 6,3 km², de bevolkingsdichtheid is dus 8,9 inwoners per km².
De onderstaande kaart toont de ligging van Maucourt-sur-Orne met de belangrijkste infrastructuur en aangrenzende gemeenten.

## Demografie
Onderstaande figuur toont het verloop van het inwonertal (bron: INSEE-tellingen).